# José Eduardo Martínez Alcántara
José Eduardo Martínez Alcántara (nacido el 31 de enero de 1999) es un ajedrecista peruano. La FIDE le otorgó el título de Gran Maestro en 2018. Desde el 2024, juega representando a la Federación Mexicana de Ajedrez. 

## Carrera de ajedrez
Alcántara ganó el Campeonato Mundial Sub-18 en 2017 antes de representar a Perú en la Olimpiada de Ajedrez de 2018.
Ganó el Torneo Zonal de Sudamérica en Ecuador con 7,5 puntos sobre 9, clasificándose así al Mundial de Ajedrez 2019, donde fue derrotado por Dmitri Yakovenko en la primera ronda.
En el 6° Abierto de Arica en 2019 empató del 2° al 8° lugar con Nikita Petrov, Deivy Vera Siguenas, Renato R. Quintiliano Pinto, Cristóbal Henríquez Villagra, Salvador Alonso y Diego Saúl Rod Flores Quillas.